# Lotnisko Rossweide
Lotnisko Rossweide (Rosnachau Flugplatz) – zlikwidowane lotnisko i baza lotnicza, pierwotnie niemiecka, następnie radziecka, położona pomiędzy wsiami Nowe Kotkowice i Rozkochów w powiecie prudnickim, w odległości około 3 km od Głogówka i 25 km od Prudnika.

## Historia
Małe lotnisko sportowo-treningowe przeznaczone dla szybowców na polach w pobliżu Nowych Kotkowic, należących do majątków w Rozkochowie i Dobrej, powstało w 1935. Rok później, w 1936, administracja III Rzeszy postanowiła w ramach Planu Czteroletniego zmodernizować i przekształcić lotnisko w Nowych Kotkowicach w ośrodek szkoleniowo-wojskowy ze względu na bliskość zakładów zbrojeniowych w Blachowni Śląskiej i Krapkowicach, płaski teren, oraz bliskość granicy z Polską.
Prace przy rozbudowie lotniska rozpoczęto wiosną 1937, a ukończono pod koniec tegoż roku. Na miejscu postawione zostały drewniane baraki oraz hangary na betonowych fundamentach. Istnienie ośrodka było trzymane w tajemnicy. Miejsce było niezauważalne dzięki otaczającym je drzewom i krzewom, a okoliczni chłopi pod groźbą więzienia nie mogli ujawnić informacji na temat lokalizacji. Obiekt stał się lotniskiem szkolno-ćwiczeniowym. Ze względu na krótki, trawiasty pas startowy (około 500 m), mogły tu startować i lądować jedynie samoloty jednosilnikowe.
W 1939 lotnisko Rossweide zostało podporządkowane głównej bazie i dowództwu w Grodkowie. Podczas II wojny światowej na miejscu znajdowała się jednostka Flugplatzkommando C 14/VIII in Rossweide (komendatura lotnicza). Piloci przechodzili tu kilkumiesięczny kurs, po którym wyruszali na front. Szkoleni byli na samolotach takich jak Arado Ar 66, Focke-Wulf Fw 44, Heinkel He 51, Schneider SG-38. We wrześniu 1939 z lotniska w Nowych Kotkowicach startowały samoloty biorące udział w inwazji na Polskę. Personel lotniska liczył około 100 osób, a jego teren pilnowany był przez strażników. W związku ze zbliżającym się frontem, późną jesienią 1944 poszerzono pasy startowe, by mogły z nich startować samoloty transportowe i lekkie bombowce. Od stycznia 1945, kiedy Armia Czerwona rozpoczęła operację wiślańsko-odrzańską, każdego dnia z lotniska przewożono do lazaretów w Głogówku rannych niemieckich żołnierzy, a lżej rannych transportowano samolotami Junkers W 33 i W 34 w głąb Rzeszy. Dla lotniska codziennie dostarczano ciężarówkami amunicję dla myśliwców i bombowców, wykorzystywaną do walk nad Odrą.
Ostatnim komendantem jednostki był pułkownik Josef Schleicher. Luftwaffe wykonywało loty bojowe z Nowych Kotkowic do 10 marca 1945. Z powodu strat, braku paliwa, a także przełamania linii frontu na Odrze przez Armię Czerwoną, samoloty został ewakuowane w głąb Niemiec i do Protektoratu Czech i Moraw. Ostatnie cztery niesprawne samoloty zostały wysadzone w powietrze 17 marca. Dzień później, 18 marca, obiekt lotniska zajęli żołnierze Armii Czerwonej. Niemieccy wojskowi przed nadejściem frontu kazali miejscowej ludności zaorać pole, na którym stało lotnisko. Teren został podzielony na kwadraty, jak szachownica, i każde pole zaorano w inną stronę. Zrobiono to, żeby nie można było się zorientować, jak duży obszar zajmowało lotnisko. Rosjanie po zajęciu Nowych Kotkowic kazali miejscowym gospodarzom każdą zaoraną skibę rękami ułożyć na dawnym miejscu; następnie ziemia została zwalcowana. Sowieci wykorzystali bazę dla swoich myśliwców i bombowców. Startowały stąd takie samoloty, jak DB-3, Jak-4, Ił-2 i Po-2. Z bazy korzystali lotnicy 1 Gwardyjskiego Pułku Lotnictwa Myśliwskiego, a jej dowództwo znajdowało się w pałacu w Rozkochowie.
Lotnisko było użytkowane do jesieni 1946. Startowały z niego samoloty transportowe wyładowane zrabowanym przez Armię Czerwoną dobrem. Zimą 1946 okoliczni mieszkańcy rozebrali na opał drewniane zabudowania baraków oraz pozostawione zaopatrzenie. Przenieśli do swoich domów elementy umeblowania baraków, takie jak szafki i skrzynki po amunicji, a także fragmenty samolotów. Pole zostało przejęte przez państwowe gospodarstwo rolne.
Do czasów współczesnych zachowały się elementy fundamentów zabudowań bazy lotniczej, częściowo zburzony plac manewrowy oraz zbiornik przeciwpożarowy na wodę. Na dawnym pasie startowym uprawiane jest zboże.